# Attila Kilvinger
Attila Kilvinger (Hungría; 27 de marzo de 1977) es un atleta húngaro retirado especializado en la prueba de 4 × 400 m, en la que consiguió ser medallista de bronce europeo en pista cubierta en 2000.

## Carrera deportiva
En el Campeonato Europeo de Atletismo en Pista Cubierta de 2000 ganó la medalla de bronce en los relevos de 4 × 400 m, con un tiempo de 3:09.35 segundos, tras la República Checa (oro) y Alemania (plata).